# Gaultier-Garguille
Gaultier-Garguille, pseudonimo di Hugues Guéru (Sées, 1581 circa – Parigi, 10 dicembre 1633), è stato un attore teatrale francese.

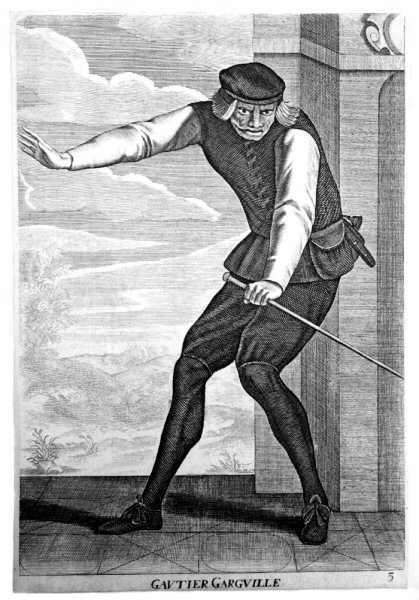
Gaultier-Garguille

Era celebre per le farse recitate assieme ad altri due attori, Gros-Guillaume e Turlupin. Dal 1615 al 1625 il trio recitò nella compagnia del Théâtre de l'Hôtel de Bourgogne.
Il suo personaggio era magro e allampanato, e non trascurava nessun particolare del costume. Vestiva di nero, con maniche rosse e scarpette nere. 
In testa portava una calotta piatta, ed aveva una lunga barba a punta. Il viso era coperto da una maschera.
Era in grado di controllare i movimenti del corpo alla perfezione, tanto da sembrare una marionetta.
Impersonava la figura del marito geloso oppure quella del vecchio borghese avaro, acido, moralista e bilioso, destinato alla beffa crudele e spesso i loro spettacoli si concludevano con una canzone oscena cantata da lui.
Nonostante la missione del trio fosse quella di riportare in auge la farsa, che da tempo non riscuoteva più il successo del popolo e veniva sempre meno rappresentata, Hugues Guéru non era solo un attore comico. Egli recitava anche nelle tragedie regolari, nel ruolo di un reputatissimo re, utilizzando il nome d'arte di Fléchelles. Lo stesso facevano i suoi due compagni.